# نظام تحديد العدو والصديق

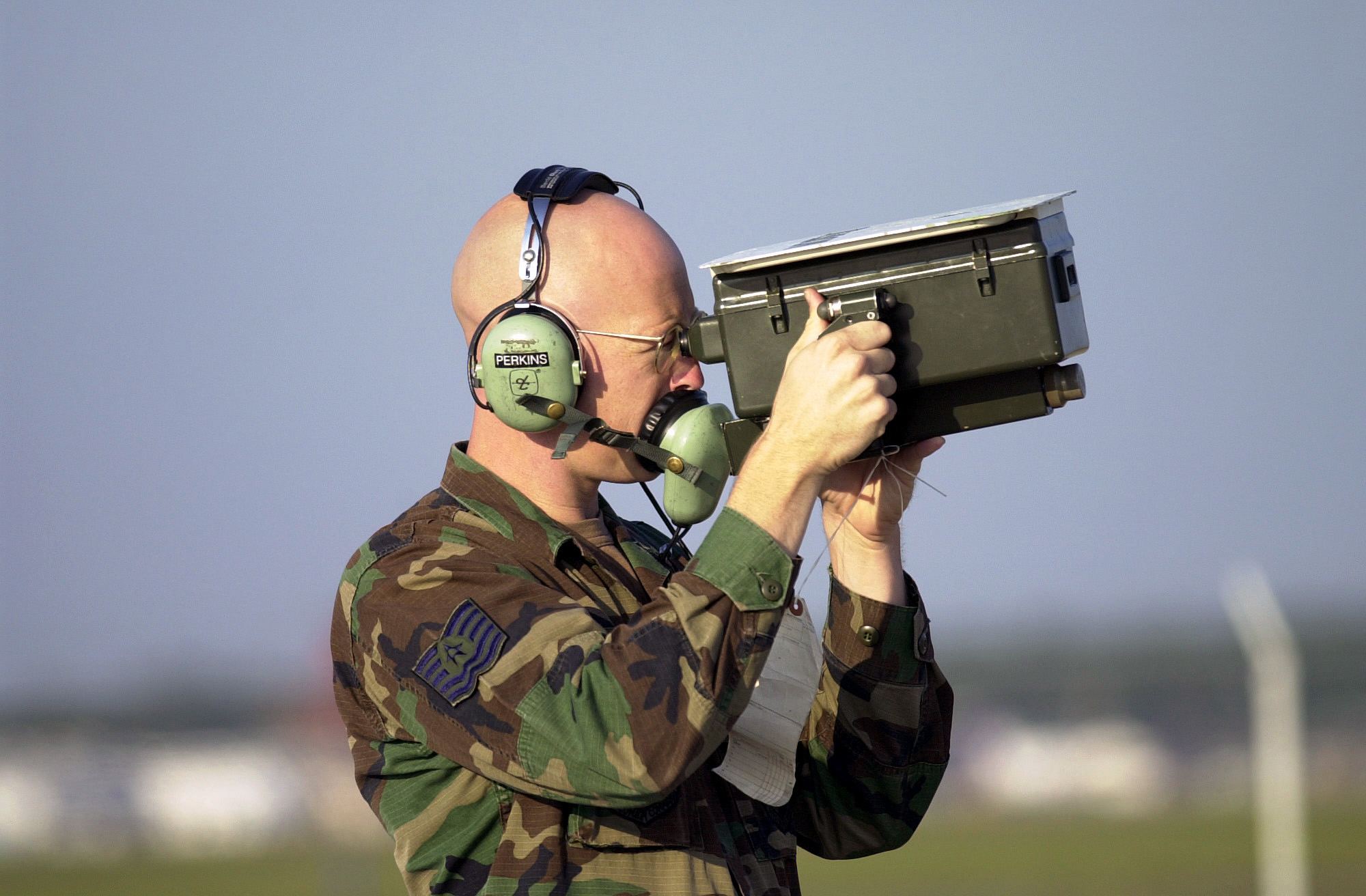
جندي يقوم بتحديد أحد الطائرات عبر نظام IFF

نظام «تحديد الصديق من العدو» أو ما يسمى IFF" identification friend or foe" مصمم للجيوش من أجل القيام بعمليات تحديد نوعية الأجسام المتحركة من ناحية هل هي صديقة أم عدوة عبر تقنيات الاتصال السلكية واللاسلكية. فيمكن لهذا النظام تحديد الطائرات أو السيارات أو القوات الصديقة أو العدوة، ويمكن استخدام هذا النظام بشكل متنقل على الطائرات العسكرية أو المدنية. وقد تم تطوير هذا النظام واستخدامه لأول مرة خلال الحرب العالمية الثانية.